# Baranjska nogometna liga 2. razred 1984./85.
Baranjska nogometna liga je od sezone 1980./81. bila podjeljena na dva razreda: prvi i drugi (ranije Baranjska liga i Prvi razred). Drugi razred je predstavljao najniži stupanj natjecanja. Prvak bi bio promoviran u 1. razred. Nakon ove sezone se 2. razred ukida, tj. spaja se s 1. razredom.
| Mj. | Klub                | Sus. | Pobj. | Ner. | Por. | GR.   | Bod. |
| --- | ------------------- | ---- | ----- | ---- | ---- | ----- | ---- |
| 1.  | NK Mladost Draž     | 12   | 10    | 0    | 2    | 44:20 | 20   |
| 2.  | NK Šampion Šumarina | 12   | 5     | 0    | 7    | 28:22 | 10   |
| 3.  | NK Bratstvo Podolje | 12   | 4     | 2    | 6    | 28:37 | 10   |
| 4.  | NK Obnova Torjanci  | 12   | 3     | 2    | 7    | 21:42 | 8    |